# The Last Days of Ptolemy Grey
The Last Days of Ptolemy Grey es una miniserie dramática basada en la novela del mismo nombre de Walter Mosley que se estrenó en Apple TV+ el 11 de marzo de 2022.
La serie recibió siete nominaciones a los premios Black Reel y ganó cuatro, incluida Mejor película para televisión o serie limitada. También recibió seis nominaciones a los premios NAACP Image Award, mientras que Jackson y Fishback fueron nominados a los premios Critics' Choice Awards por sus actuaciones.

## Sinopsis
Un hombre solitario de 93 años con demencia puede recordar temporalmente su pasado y usa el tiempo para investigar la muerte de su sobrino.

## Reparto
- Samuel L. Jackson como Ptolemy Gray
- Dominique Fishback como Robyn
- Walton Goggins como Dr. Rubin
- Marsha Stephanie Blake como Niecie
- Damon Gupton como Coydog
- Cynthia McWilliams como Sensia
- Omar Benson Miller como Reggie Lloyd

- Maury Ginsberg como Moishe Abromovitz
- JoAnn Willette como la jueza Alison McCarty
- Arischa Conner como Sonia Lavendrell
- Patrick R. Walker como Roger Dawes
- DeRon Horton como Hilly
- Percy Daggs IV como el joven Ptolomeo

## Producción
La serie se anunció en diciembre de 2020, con Samuel L. Jackson como protagonista y productor ejecutivo de la serie con Walter Mosley adaptando su propia novela al guion. En marzo de 2021, Dominique Fishback se unió al elenco y Ramin Bahrani estaba listo para dirigir la serie. Walton Goggins, Marsha Stephanie Blake, Damon Gupton, Cynthia Kaye McWilliams y Omar Benson Miller se unieron al elenco en abril de 2021, y la producción comenzó ese mes. Los episodios fueron dirigidos por Ramin Bahrani, Debbie Allen, Hanelle Culpepper y Guillermo Navarro.El rodaje concluyó el 26 de junio de 2021. Craig DeLeon es el compositor de la serie.

## Lanzamiento
La serie limitada se estrenó el 11 de marzo de 2022 en Apple TV+.

## Recepción

### Respuesta de la crítica
El sitio web agregador de reseñas Rotten Tomatoes informó un índice de aprobación del 88% con una calificación promedio de 7.1/10, basada en 41 reseñas de críticos. El consenso de los críticos del sitio web dice: " Los últimos días de Ptolomeo Grey pierde algo de brillo en su tramo final, pero las excelentes actuaciones de Samuel L. Jackson y Dominique Fishback hacen de esta una elegía imperdible". Metacritic, que utiliza un promedio ponderado, asignó una puntuación de 75 sobre 100 basada en 22 críticos, lo que indica "críticas generalmente favorables".